# قضیه کحل
مسئله کحل یا قضیه کحل (به عربی:مسئله الکحل) یک مسئله ادبی(نحوی) در زبان عربی است که به توضیح چگونگی رفع یک اسم ظاهر بعد از اسم تفضیل می‌پردازد. مشهور و قاعده این است که اسم تفضیل به علت ضعف در عمل نمی‌تواند اسم ظاهر را رفع دهد، اما اگر وقوع معنای فعل در مقام اسم تفضیل صحیح باشد، رفع اسم ظاهر به وسیله اسم تفضیل جایز و قیاسی است. این مسئله به علت کثرت استفاده از مثال «ما رأیت رجلا أحسن فی عینیه الکحل کحسنه فی عین زید» به عنوان شاهد مثال، در بین نحاه مشهور به قضیه کحل شده است.

## اسم تفضیل
اسم تفضیل یک اسم مشتق است که بر زیادی و یا برتری چیزی یا کسی بر غیر آن دلالت می کند. مذکر اسم تفضیل بر وزن «أفعَل» و مونث آن بر وزن «فُعلی» می آید. اسم تفضیل به سه صورت استعمال می شود:
1. به صورت مضاف: «زیدٌ أفضَلُ القوم»
2. معرفه به «ال»: «زیدٌ الأفضَل»
3. آمدن من تفضیلیه بعد از آن: «زیدٌ أفضَلُ من عمروٍ»

از احکام اسم تفضیل این است که ضمیر مستتر را رفع می دهد و غیر ضمیر مستتر را به علت ضعف در عمل نمی‌تواند رفع دهد.

## مسئله کحل
قاعده اصلی در اسم تفضیل، عدم رفع اسم ظاهر است اما در یک مورد بنا بر قاعده و بدون ضعف می‌تواند اسم ظاهر را رفع دهد و آن در موردی است که نفی و یا شبه نفی بر اسم تفضیل مقدم شود و بعد از آن یک اسم نکره بیاید که این اسم نکره موصوف برای اسم تفضیل باشد و نیز بعد اسم تفضیل اسمی بیاید که به دو اعتبار بر خود برتری داده شود.

مثال: «ما رأیت رجلا أحسن فی عینیه الکحل کحسنه فی عین زید»

در این مثال «أحسن» صفت برای اسم جنس «رجل» مسبوق به حرف نفی «ما» است و «الکحل» توسط «أحسن» به عنوان فاعل مرفوع شده است و «الکحل» به دو اعتبار بر خودش برتری داده شده است و معنای آن این است که: سرمه در چشم زید برتر از خودش است نسبت به چشم دیگران. در اینجا «الکحل» به دو اعتبار «چشم زید» و «چشم دیگران» بر خودش برتری داده شده است.